# Serra de Cansabous
La Serra de Cansabous és una serra situada al municipi de Belianes a la comarca de l'Urgell, amb una elevació màxima de 396,6 metres.